# Сікора вохристочерева
Сіко́ра вохристочерева (Leptasthenura aegithaloides) — вид горобцеподібних птахів родини горнерових (Furnariidae). Мешкає в Південній Америці.

## Опис

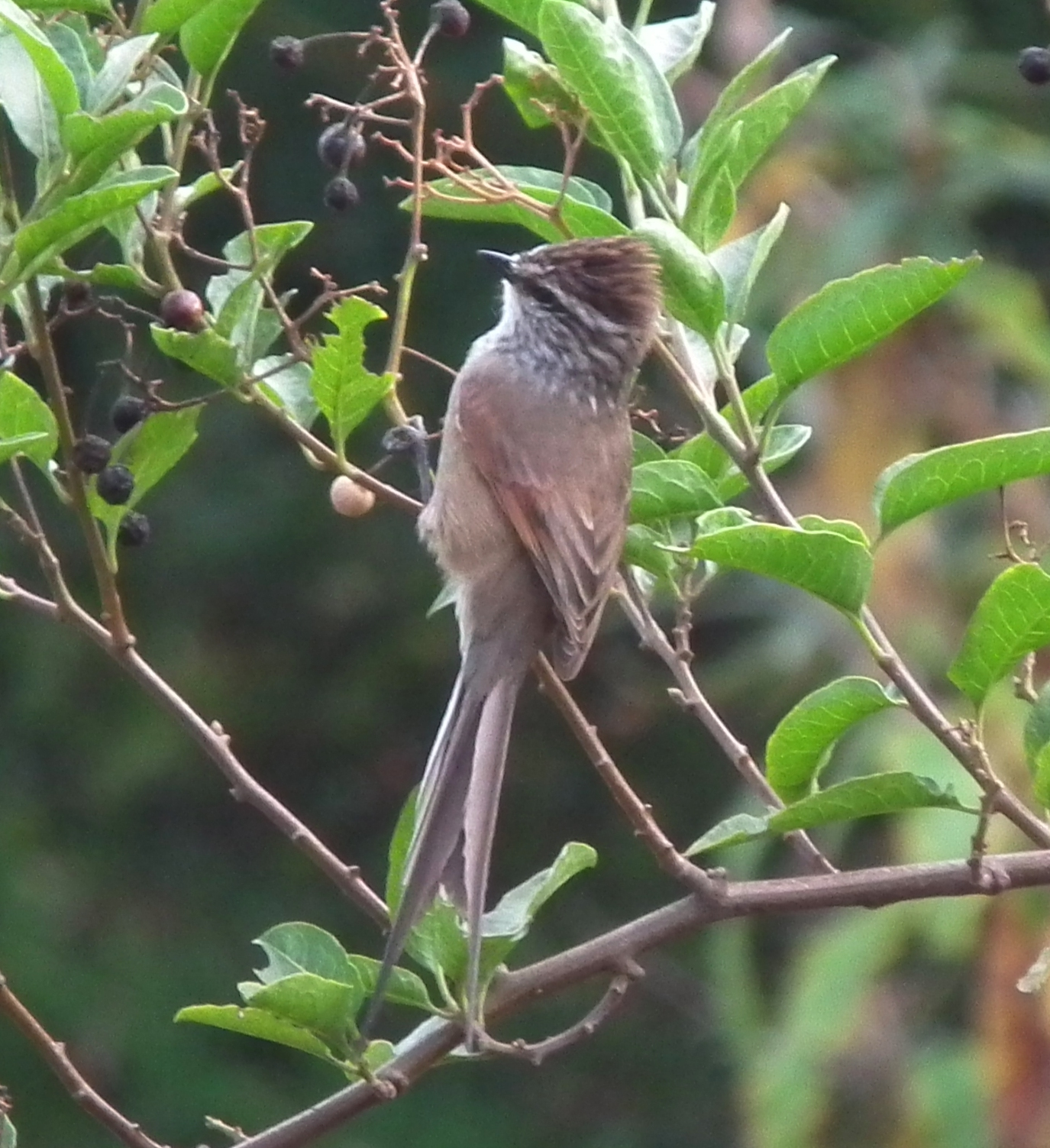
Вохристочерева сікора

Довжина птаха становить 15-18 см, враховуючи довгий хвіст. Дзьоб короткий, гострий, крила короткі, округлі. Забарвлення різниться в залежності від підвиду. Представники номінативного підвиду мають переважно коричневе забарвлення, нижня частина тіла у них охриста, на крилах і тімені руді плями, над очима білі "брови", голова і верхня частина грудей поцятковані коричневими смужками, горло біле. Представники підвиду L. a. berlepschi мають дещо більші розміри, їх забарвлення є більш охристим. Представники підвиду L. a. grisescens мають сірувате забарвлення, груди у них поцятковані темними смужками. Представники підвиду L. a. pallida мають бліде, сірувате забарвлення, на крилах у них невеликі руді плями.

## Підвиди
Виділяють чотири підвиди:

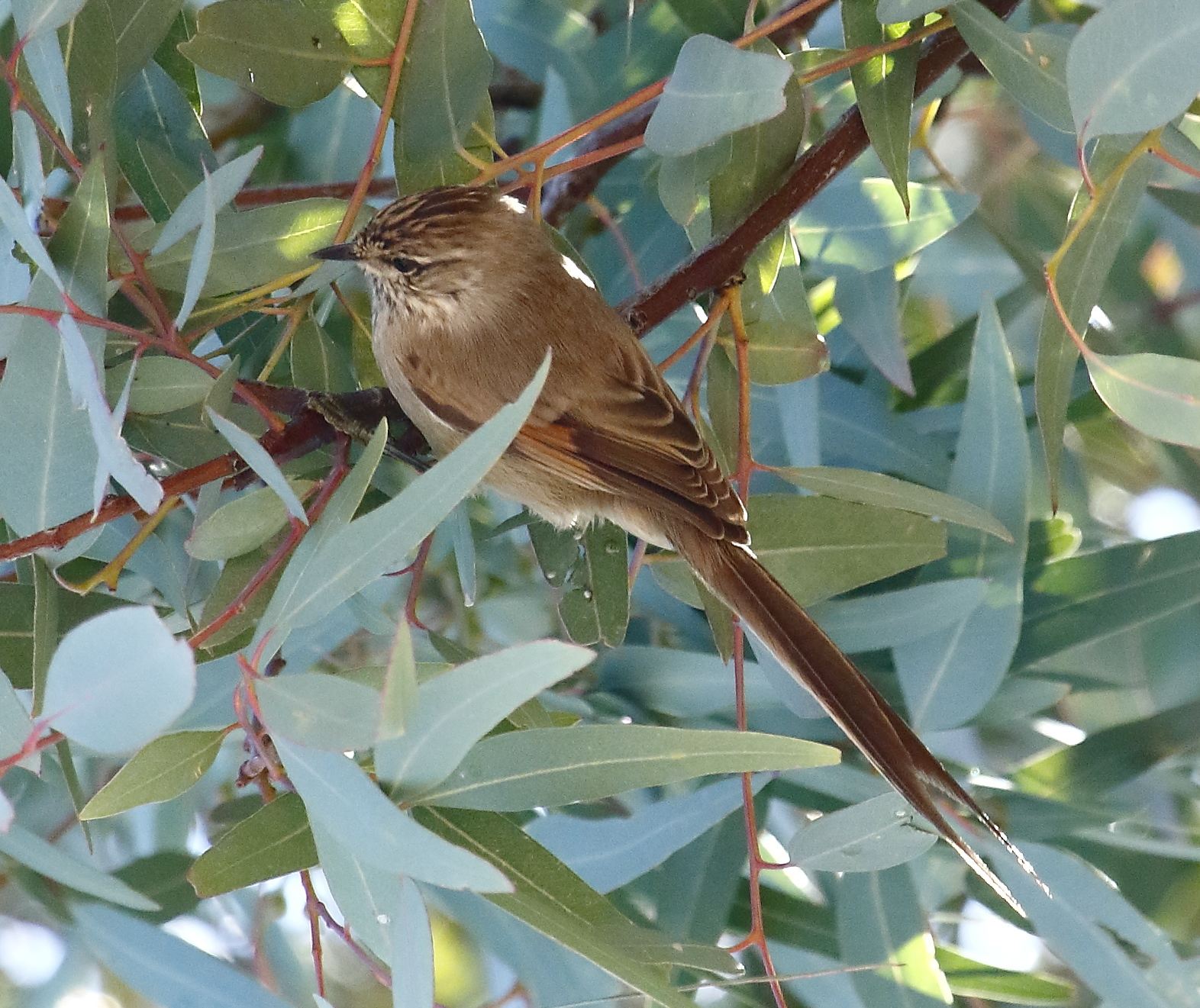
Вохристочерева сікора

- L. a. grisescens Hellmayr, 1925 — тихоокеанське узбережжя на півдні Перу (від Арекіпи до Такни) та на півночі Чилі (від Тарапаки до Атаками);
- L. a. berlepschi Hartert, E, 1909 — регіон Альтіплано на півдні Перу, півночі Чилі, заході Болівії та на північному заході Аргентини;
- L. a. aegithaloides (Kittlitz, 1830) — центральне Чилі (від півдня Кокімбо до півночі Айсена);
- L. a. pallida Dabbene, 1920 — регіон Патагонії. Взимку частина популяції мігрує на до північної Аргентини.

Деякі дослідники виділяють підвиди L. a. berlepschi і L. a. pallida у окремі види Leptasthenura berlepschi і Leptasthenura pallida

## Поширення і екологія
Вохристочереві сікори мешкають в Перу, Болівії, Аргентині і Чилі. Вони живуть в сухих чагарникових заростях і рідколіссях, у високогірних чагарникових заростях, серед скель, в патагонських степах та на морських узбережжях. Зустрічаються на висоті до 4300 м над рівнем моря, переважно на висоті до 2500 м над рівнем моря.

## Поведінка
Вохристочереві сікори зустрічаються парами або невеликими зграйками. Живляться комахами, яких шукають серед чагарників. Гніздування відбувається у вересні-жовтні. Вохристочереві сікори гніздяться в дуплах дерев і кактусів, іноді в стінах людських жител. Можуть використовувати покинуті гнізда канастеро або гніздитися в шпаківнях. Гніздо встелюється травою і пір'ям. В кладці 2-4 білих яйця розміром 17×14 мм. Пташенята покидають гніздо через 3 тижні після вилуплення.